# Bouveaultova syntéza aldehydů
Bouveaultova syntéza aldehydů (také nazývaná Bouvealtova reakce) je organická reakce, při které je alkyl- nebo arylhalogenidová skupina nahrazena formyl za přítomnosti N,N-disubstituovaného formamidu. Objevil ji francouzský chemik Louis Bouveault. Při použití primárních alkylhalogenidů takto vznikají aldehydy, které mají o jeden atom delší uhlíkový řetězec. Z arylhalogenidů se tvoří odpovídající karbaldehydy. Bouveaultova syntéza aldehydů patří mezi formylační reakce.

## Mechanismus
Bouveaultova syntéza aldehydů začíná přípravou Grignardova činidla. Během adice N,N-disubstituovaného formamidu, jako například dimethylformamidu, vzniká poloaminal, který se poté snadno hydrolyzuje na aldehyd.

## Obměny
Místo Grignardových činidel, která obsahují hořčík, lze použít organolithné sloučeniny.